# 知らない、ふたり
『知らない、ふたり』（しらない、ふたり）は、2016年1月9日公開の日本映画。

## キャスト
- キム・レオン - レン（NU'EST）[1][2][3][4]
- 小風秋子 - 青柳文子[1][2][3][4]
- ナム・サンス - ファン・ミニョン（NU'EST）[1][2][3][4]
- ハン・ソナ - 韓英恵[1][2][3][4]
- ユ・ジウ - JR（NU'EST）[1][2][3][4]
- 荒川巳喜男 - 芹澤興人[1][2][3][4]
- 幸田加奈子 - 木南晴夏[1][2][3][4]

## スタッフ
- 監督・脚本 - 今泉力哉[1][5][6][7]
- エグゼクティブプロデューサー - 杉原晃史、中野秀紀、藤原俊輔[1][5]
- プロデューサー - 紀嘉久、ヤン・ソンジュ[1][5]
- ライン・プロデューサー - 飯塚信弘[1][5]
- 撮影 - 岩永洋[1][5]
- 録音 - 根本飛鳥[1][5]
- 音響効果 - 大塚智子[1][5]
- 美術 - 飯森則裕[1][5]
- スタイリスト - 関敏明[1][5]
- ヘアメイク - 寺沢ルミ[1][5]
- 音楽 - 石塚周太・木下美紗都（アルプ）[1][5]
- 主題歌 - NU'EST『Cherry』
- 助監督 - 平波亘[1][5]
- 制作担当 - 大谷弘[5]

## DVD
2016年9月2日発売。
主要キャストの個別インタビューなど豪華な特典映像を加えた2枚組特別版DVD-BOXと、メイキング映像と監督・出演者によるオーディオコメンタリーを収録した通常版DVDの2種類を発売。
- 発売元 - 日活
- 販売元 - ポニーキャニオン